# Robert Shaw (herec)
Robert Archibald Shaw (9. srpna 1927 Westhoughton, Lancashire, Anglie – 28. srpna 1978 Toormakeady, hrabství Mayo, Irsko) byl britský herec, prozaik, dramatik a scenárista, nejznámější pro své role ve filmech Podraz (1973), Čelisti (1975), Oddíl 10 z Navarone (1978) a Srdečné podzravy z Ruska (1963). Obdržel nominaci na Oscara i Zlatého Glóba za výkon ve filmu Člověk pro každé počasí (1966).

## Herecká kariéra
Robert Shaw začal svoji kariéru ve 40. letech 20. století hraním v divadlech v různých částech Anglie. V padesátých letech dostával vedlejší role v některých britských filmech i seriálech (např. komedie Zlaté věže), ovšem první skutečný úspěch přišel až s televizním seriálem The Buccaneers (1956), ve kterém Shaw ztvárnil hlavní roli kapitána Dana Tempesta ve všech 39 odvysílaných epizodách.
Jako filmový herec se ale dočkal celosvětového úspěchu až o 7 let později rolí zabijáka Donalda "Red" Granta v druhém filmu o Jamesi Bondovi Srdečné pozdravy z Ruska. Poté následovaly úspěšné americké filmy, například po boku Henryho Fondy a Roberta Ryana si zahrál jednu z hlavních rolí v chváleném válečném filmu Bitva v Ardenách (1965). Dále se objevil v hvězdně obsazené Bitvě o Británii (1969), ztvárnil nechvalně známého generála Custera ve stejnojmenném velkofilmu či španělského dobyvatele Francisca Pizzaru, který přispěl k zániku Incké říše ve snímku Královský hon za sluncem (1969).
Roku 1966 si připsal významný úspěch rolí krále Jindřicha VIII. v britském historickém dramatu Člověk pro každé počasí. Film ovládl šest oscarových kategorii, včetné té za nejlepší film a Robertu Shawovi vynesl první i poslední nominaci na Oscara a Zlatý Glóbus v kategorií Nejlepší herec ve vedlejší roli.
Ačkoliv Robert Shaw zemřel již roku 1978, právě 70. léta lze považovat za pomyslný vrchol jeho herecké kariéry. Již v první půli dekády si připsal několik divácky úspěšných filmů, mezi než patří vedoucí úloha ve válečném velkofilmu Mladý Winston (1972), dále rodinný film Zlatá Sindibádova cesta (1973), či akční thriller Přepadení vlaku z Pelhamu (1974). Mezi jeho zřejmě nejslavnější role bezpochyby patří hlavní záporná role mafiána Doyla Lonnegana z oscarové krimi komedie Podraz či posedlý lovec žraloků z kultovního hororu Čelisti.
Herec se pak stihl objevit ještě v několika dalších filmech, za zmínku rozhodně stojí snímek o Robinu Hoodovi Robin a Mariana (1976), válečný film Oddíl 10 z Navarone či dobrodružný Thriller Hlubina (1977), než jeho úspěšnou kariéru ukončila relativně brzká smrt. Posledním Shawovým filmem se tak stal akční Lavina expres (1979).

## Filmografie (výběr)
- Zlaté věže (1951)
- Ďáblové v oblacích (1955)
- Srdečné pozdravy z Ruska (1963)
- Bitva v Ardenách (1965)
- Člověk pro každé počasí (1966)
- Generál Custer (1967)
- Královský hon za sluncem (1969)
- Bitva o Británii (1969)
- Město bastardů (1971) – role: kněz
- Mladý Winston (1972)
- Zlatá Sindibádova cesta (1973)
- Podraz (1973)
- Přepadení vlaku z Pelhamu (1974)
- Čelisti (1975)
- Robin a Mariana (1976)
- Nepřemožitelný bukanýr (1976)
- Černá neděle (1977)
- Hlubina (1977)
- Oddíl 10 z Navarone (1978)
- Lavina expres (1979)

## Osobní život
Robert Shaw se narodil v Lancashiru do rodiny zdravotní sestry a lékaře, měl 3 sestry a bratra. V sedmi letech se s rodinou odstěhoval do Skotska. Když mu bylo 12 let, jeho otec spáchal sebevraždu a rodina se přesunula do Cornwallu. Shaw byl ženat celkem třikrát a měl 10 dětí, z nichž dvě byly adoptované. Podobně jako otec se Shaw většinu života potýkal s alkoholismem.

### Smrt
Herec zemřel 28. srpna roku 1978 ve svých 51 letech na infarkt, když řídil auto do svého domu v Irsku. Jakmile se mu udělalo nevolno, vystoupil z auta na silnici, kde zkolaboval a následně zemřel. U celého incidentu byla také jeho tehdejší manželka Virginia a syn Thomas. Jeho tělo bylo zpopelněno a rozprášeno poblíž jeho bydliště v Toormakeady. Roku 2008 zde byl na jeho počest odhalen pamětní kámen.